# Liste d'espèces endémiques de Chypre
Une espèce biologique est dite endémique d'une zone géographique lorsqu'elle n'existe que dans cette zone à l'état spontané.
Cet article liste les espèces (et sous-espèces) endémiques de l'île de Chypre. 
Les espèces éteintes sont prises en considération si elles ont été observées vivantes après 1500.

## Insectes

### Coléoptères

#### Cérambycidés
- Pedostrangalia raggii
- Purpuricenus nicocles
- Trichoferus antonioui, décrit en 1994

#### Scarabéidés
- Propomacrus cypriacus

### Lépidoptères
Rhopalocères : trois espèces et six sous-espèces endémiques.

#### Papilionidés
- Zerynthia cerisyi cypria

#### Lycaenidés
- Cigaritis acama cypriaca
- Glaucopsyche paphos

#### Nymphalidés
- Chazara briseis larnacana
- Hipparchia cypriensis
- Hipparchia syriaca cypriaca
- Hyponephele lupina cypriaca
- Maniola cypricola
- Pseudochazara anthelea acamanthis

## Reptiles

### Colubridés(couleuvres)
- Hierophis cypriensis (synonyme Coluber cypriensis)
- Natrix natrix cypriaca

### Lacertidés
- Lacerta laevis troodii

## Oiseaux
Deux espèces et quatre sous-espèces sont endémiques de Chypre

### Strigidés
- Otus scops cyprius

### Certhiidés
- Certhia brachydactyla dorotheae

### Paridés(mésanges)
- Mésange noire de Chypre (Periparus ater cypriotes)

### Muscicapidés
- Traquet de Chypre (Oenanthe cypriaca)

### Sylviidés
- Sylvia melanothorax

### Corvidés
- Geai de Chypre (Garrulus glandarius glaszneri)

## Mammifères

### Insectivores

#### Soricidés
- Crocidura cypria

### Chiroptères

#### Vespertilionidae
- Pipistrellus pygmaeus cyprius

### Rongeurs

#### Muridés
- Rat épineux de Chypre (Acomys nesiotes)
- Mus cypriacus

### Cétartiodactyles

#### Bovidés
- Mouflon de Chypre (Ovis gmelini ophion)